# Château de Penthes
Le château de Penthes est un château situé dans la commune de Pregny-Chambésy, dans le canton de Genève, en Suisse. Classé comme Bien culturel d'importance régionale, il acquiert une renommée particulière en accueillant le Musée des Suisses dans le monde de 1978 à 2022.

## Localisation

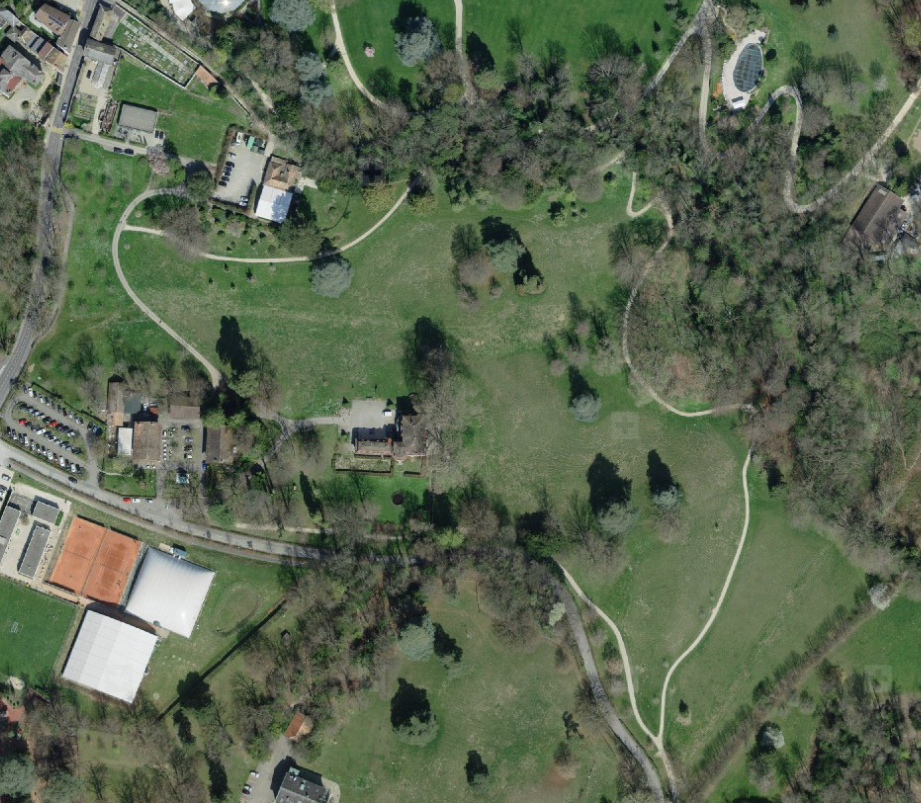
Photo satellite, par Swisstopo, du château et de son domaine.

Le château de Penthes, situé à proximité immédiate du quartier international de Genève, se trouve au lieu-dit de Penthes, dans le sous-secteur de Pregny - Village, rattaché à la localité de Pregny.
Le château est situé sur les hauteurs du « Domaine de Penthes », un jardin public de neuf hectares, entretenu par les jardiniers du Conservatoire et Jardin botanique de la Ville de Genève. Sa position lui confère une vue dégagée sur le lac Léman et la chaîne des Alpes.
Le domaine s'étend sur une surface totale de 90 610 m2.

## Histoire

### Historique

#### Habitation
La première mention de cette demeure remonte à 1358. À cette époque, il s’agit d’une « maison forte en pierre avec fossés et une ouche tout près ». Elle adopte la forme d’un quadrilatère de 19 mètres de long sur environ 9 mètres de large, flanqué de tours circulaires à chaque angle. Ce domaine fortifié appartient alors aux seigneurs de Visency, une famille influente du Pays de Gex, et plus particulièrement au chevalier Guillaume de Visencier.
Par alliance, le château devient la propriété de la famille des de Saconnay, noble du Pays de Gex, également seigneur de Pregny et de Bursinel. En 1650, Etiennaz de Saconnay, épouse Jean-Antoine de Charrière, alors seigneur de Penthaz. C’est à partir de cette époque que le domaine prend le nom de son nouveau propriétaire : le château de Penthaz. Avec le temps, et conformément à la phonétique de la Suisse romande, où les terminaisons en –az ne se prononcent généralement pas, le nom évolue naturellement en « Penthes ». Le domaine est ensuite transmis à Jean-François de Charrière en 1658, puis à sa descendance dans les années suivantes.
Le 16 avril 1690, Marc Roset, arrière-petit-fils du syndic de Genève Michel Roset, acquiert la maison forte. Cependant, il dilapide sa fortune dans des affaires infructueuses et finira sa vie ruiné dans son château. Ses deux filles, Clermonde et Michée, n'arrivant pas à rétablir les finances familiales vivent au frais de l’Hôpital de Genève (futur Hospice Général) qui, au décès de la dernière en 1761, saisit tous leur biens en remboursement des avances qui leur avaient été faites de leur vivant et vend le tout à Alexandres de Sales : « [On cède à M. Sales] tous les droits de l'Hôpital général contre Marc Rambosson, fermier du château et domaine de Penthaz suivant le bail qui lui en a été passé et qui a été remis à M. Sales sans aucune autre garantie quelle qu'elle soit à la part de l'Hôpital général si ce n'est qu'il est bien dû à l'Hôpital par les hoiries des dames et demoiselle Roset et sur leurs biens la somme de 20.000 florins, même plus forte somme dont la direction de l'Hôpital se réserve le surplus pour s'en prévaloir ainsi qu'elle verra à la faire sur tous autres biens des dites hoiries si aucuns il y a ». Celui-ci fait démolir la maison forte et y fait construire un château de style maison de campagne.
À partir de 1790, le château est rattaché à la nouvelle commune de Pregny. Le 4 juillet 1816, à la suite du second traité de Paris de 20 novembre 1815, la commune est cédée à la Confédération suisse, avant d’être officiellement intégrée à la République et Canton de Genève le 10 octobre de la même année.
Par la suite, la demeure revient à sa deuxième fille, Jeanne-Louise, épouse de Georges Thomas, qui la vend à Robert Pigott, un noble anglais. À sa mort, sa veuve, Marguerite Henriette de Bontems, sans descendance, lègue le domaine à son neveu, Charles Henri de Bontems. Il modifie considérablement le bâtiment, lui conférant l’apparence actuelle du bâtiment principal. À sa mort en 1842, le château est transmis à sa nièce, Elisa. En 1844, Elisa de Bontemps épouse Maurice Sarasin, premier maire suisse du Grand-Saconnex. En 1870, ce dernier reconstruit la partie du bâtiment face au lac, tout en préservant une portion de l'ancienne construction, ce qui lui confère son plan en L, ainsi qu'une véranda au sud. Il fait également planter de nombreux arbres exotiques, dont des séquoias, en accord avec les tendances paysagères de l'époque. En 1901, son fils Albert prend possession du château et le loue au Pensionnat Beaupré, qui accueille pendant quelques années des jeunes filles. Plus tard, son fils, Paul, lui succède. En 1940, la fille de ce dernier, Clermonde Sarasin, hérite à son tour de la propriété.
En 1950, Louis Birkigt, industriel genevois et fils de Marc Birkigt, fondateur de la marque Hispano-Suiza, acquiert le château. Il réalise d'importants travaux de modernisation, installant le chauffage central et l'électricité tout en supprimant les cheminées. Il fait également édifier un faux donjon dans la cour. Ses initiales, « LB », viennent orner le balcon.
Le 26 juin 1954, le domaine rejoint la liste des objets classés par l’Office du patrimoine et des sites du canton de Genève. Le 16 octobre 1987, le domaine est ajouté à l’inventaire établi par le Département des Travaux Publics du canton de Genève.

#### Musée
En 1972, la famille Birkigt vend le château à l’État de Genève. En 1978, l’État en confie l’usufruit à la Fondation pour l’Histoire des Suisses dans le Monde, qui le transforme alors en musée,. Cet usufruit prend fin le 31 janvier 2011, l'État exprimant sa volonté de récupérer le château pour des activités internationales. Cependant, il est prolongé jusqu'en janvier 2022.
Finalement, à la suite de la pandémie de Covid-19, la Fondation pour l'Histoire des Suisses dans le Monde dépose son bilan. L'Exécutif cantonal annonce la fin de l’usufruit, obligeant ainsi le Musée des Suisses dans le Monde à fermer ses portes. Le Conseil d’État envisage de transformer le château en un lieu de rencontre dédié à la Genève internationale, un projet actuellement à l’étude. Toutefois, le parc et le restaurant du château devraient rester ouverts et accessibles au public.

#### Club Suisse de la presse
Fondé en 1997 par Guy Mettan à la villa "La Pastorale" à Genève, le Club suisse de la presse établit son siège au domaine de Penthes depuis septembre 2020,.

#### Projets
Actuellement laissé vacant, l'État cherche une nouvelle affectation pour le château, en plus du siège du Club suisse de la presse. Plusieurs projets sont envisagés : des bureaux pour des organisations internationales, un parc animalier (finalement abandonné), ou encore des bureaux pour l’Institut Ferdinand Hodler. La rénovation du bâtiment est également à l’étude.

### Anecdotes

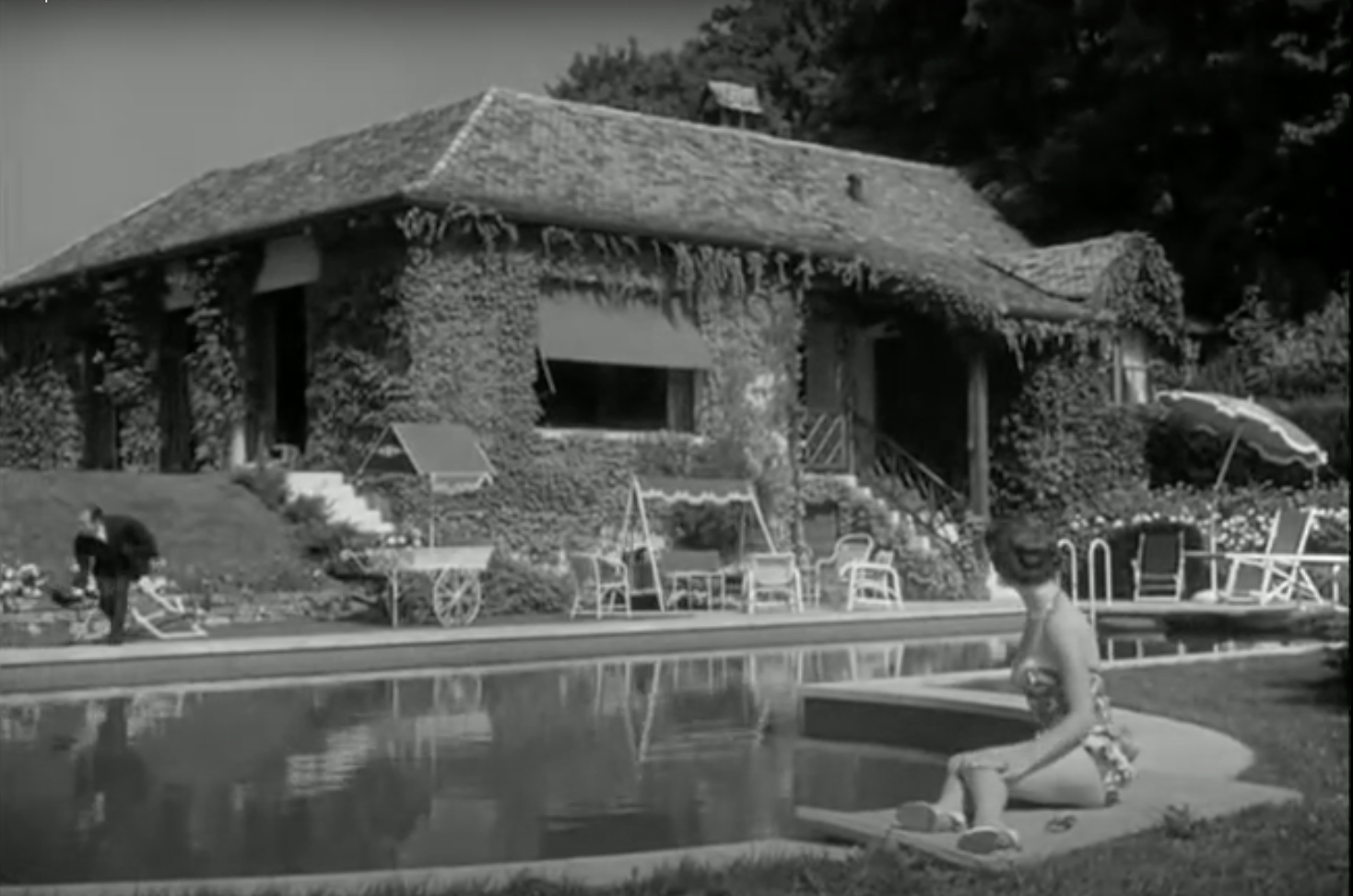
Le pavillon Gallatin et la piscine en 1959 dans Certains l'aiment froide de Jean Bastia (avec Louis de Funès sur la gauche de l'image).

- Auguste de Bontemps (1782-1864), père d'Elisa et frère de Charles, passe souvent du temps au château de Penthes. Sa seconde épouse, Nancy Salomon, avait été gouvernante d'Hélène de Mecklembourg-Schwerin. En 1858, elle entreprend un voyage en Suisse, accompagnée de ses deux fils, le comte de Paris et le duc de Chartres, et en profite pour rendre visite à son ancienne gouvernante, désormais devenue Nancy de Bontemps[2];
- Du 7 juillet au 17 août 1959, le domaine sert de lieu de tournage pour le film Certains l'aiment froide, réalisé par Jean Bastia, avec Louis de Funès, Pierre Dudan, Robert Manuel et Francis Blanche. Plusieurs scènes sont filmées dans la cour du château et autour de la piscine[N 1],[15].

### Liste des propriétaires successifs
- 1358 - ? : Guillaume de Visencier (1285-?);
- ? - ? : Jean de Visencier (1315-?);
- ? - ? : Louis de Saconnay (1530-?)[16];
- ? - 1650 : Guillaume de Saconnay (1585-?);
- 1650 - 1658 : Etiennaz (ou Estiennaz) de Saconnay (1624-1665)[17] & Jean-Antoine de Charrière;
- 1658 - 1688 : Jean-François de Charrière (1611- 1688)[18];
- 1688 - 1690 : Jaques-Charles de Charrière (1652-?)[19];
- 1690 - ? Marc Roset (1659-?)[20];
- ? - 1746 : Clermonde Roset (1694-1746)[21] & Michée Roset (1695-1761);
- 1746 - 1761 : Michée Roset (1695-1761)[22];
- 1761 - 1790 : Alexandre (de) Sales (1716-1794)[23];
- 1790 - ? : Jeanne-Louise Marguerite (de) Sales (1746 - 1777)[24];
- ? - 1838 : Robert Pigott (1750-1838)[25] & Marguerite Henriette de Bontems (1755-1838)[26];
- 1838 - 1842 : Charles Henri de Bontems (1786-1842)[27];
- 1842 - 1901 : Elisa Antonie de Bontemps (1821 -1902)[28] & Maurice Anne Frédéric Sarasin (1812-1873)[29];
- 1901 - 1923 : Albert Paul Sarasin (1845-1923)[30];
- 1923 - 1940 : Paul Wladimir Sarasin (1871-1940)[31];
- 1940 - 1950 : Clermonde Sarasin (1905-1966)[32];
- 1950 - 1972 : Louis Birkigt (1903-1979)[33];
- Depuis 1972 : État de Genève.

## Domaine de Penthes
Le domaine du château de Penthes s’étend sur un vaste espace vert, descendant en pente douce jusqu'à la rive droite du lac. Le jardin public, vallonné et couvrant neuf hectares, est entretenu par les jardiniers du Conservatoire et Jardin Botaniques de la Ville de Genève. Il offre une vue imprenable sur le Léman et la chaîne des Alpes.
Le 16 août 2001, le domaine est inscrit à l'inventaire de la section nationale suisse du Conseil international des monuments et des sites (ICOMOS), répertoriant les parcs et jardins historiques de Suisse.

### Pavillons
Le domaine comprend plusieurs pavillons aménagés :
- Le Pavillon Dufour, abritant le Musée militaire genevois ;
- Le Pavillon Besenval, aménagé en restaurant ;
- Le Pavillon Soldati, aménagé en salle de conférence ;
- Le Pavillon Gallatin, aménagé en salle de réceptions.

### Arbres
Le domaine du château de Penthes abrite un verger, créé par Raymond Tripod, composé d’une soixantaine d'arbres fruitiers représentant une trentaine de variétés anciennes du terroir, aujourd’hui rares et difficiles à trouver,. La terrasse du château, quant à elle, est ombragée par deux immenses platanes, plantés au-dessus de deux anciens murs, vestiges de l’ancienne maison forte flanquée de tourelles.
Au centre du domaine se trouvent les vestiges d'une souche de Sequoia wellingtonia, planté vers 1870, foudroyé lors d’un violent orage le 6 octobre 1993. La souche n’a pas été retirée et constitue désormais l’une des curiosités du domaine, tant sa taille est impressionnante.

### Millénium
Réalisé à la demande de l'État de Genève pour marquer le passage au nouveau millénaire, le sablier, connu sous le nom de « Millénium », connaît d'abord un bref passage sur différents sites avant d'être mis à l'honneur par l'ONU sur la place des Nations au début des années 2000. Il rappelle au monde entier que chaque 20 minutes, un enfant est mutilé quelque part dans le monde à cause d'une mine antipersonnel.
En 2015, l'État de Genève confie le sablier à la commune de Pregny-Chambésy, qui décide de l'installer sur la Place des Waldstätten, dans le domaine du château de Penthes. Il est inauguré le 31 juillet 2015 à l'occasion du bicentenaire de l'entrée de Pregny-Chambésy dans la Confédération. Par sa forme et sa taille, 5,7 mètres de hauteur, Millénium est aujourd'hui le plus grand sablier d'Europe.

## Protections
Le château et les dépendances sont classés comme « bien culturel d'importance régionale » par l'Office fédéral de la protection de la population.
Depuis le 26 juin 1954, le domaine et le château sont inscrits sur la liste des objets classés par l’Office du patrimoine et des sites du canton de Genève.
Depuis le 16 octobre 1987, le domaine et le château sont inscrits à l’inventaire établi par le Département des Travaux Publics du canton de Genève.
Depuis le 16 août 2001, le domaine est inscrit à l'inventaire de la section nationale suisse du Conseil international des monuments et des sites (ICOMOS), répertoriant les parcs et jardins historiques de Suisse.

## Galerie

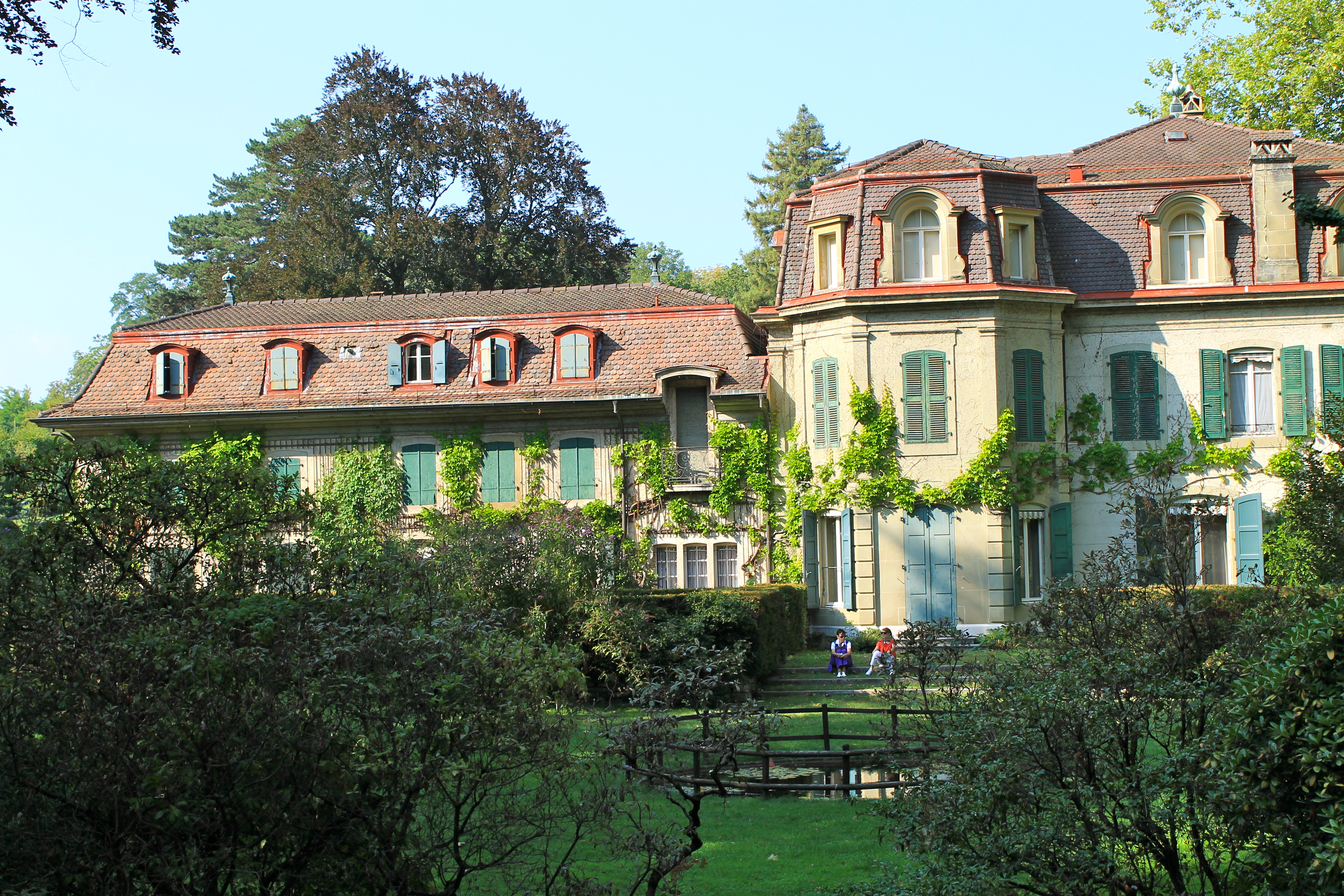
Face ouest du château.
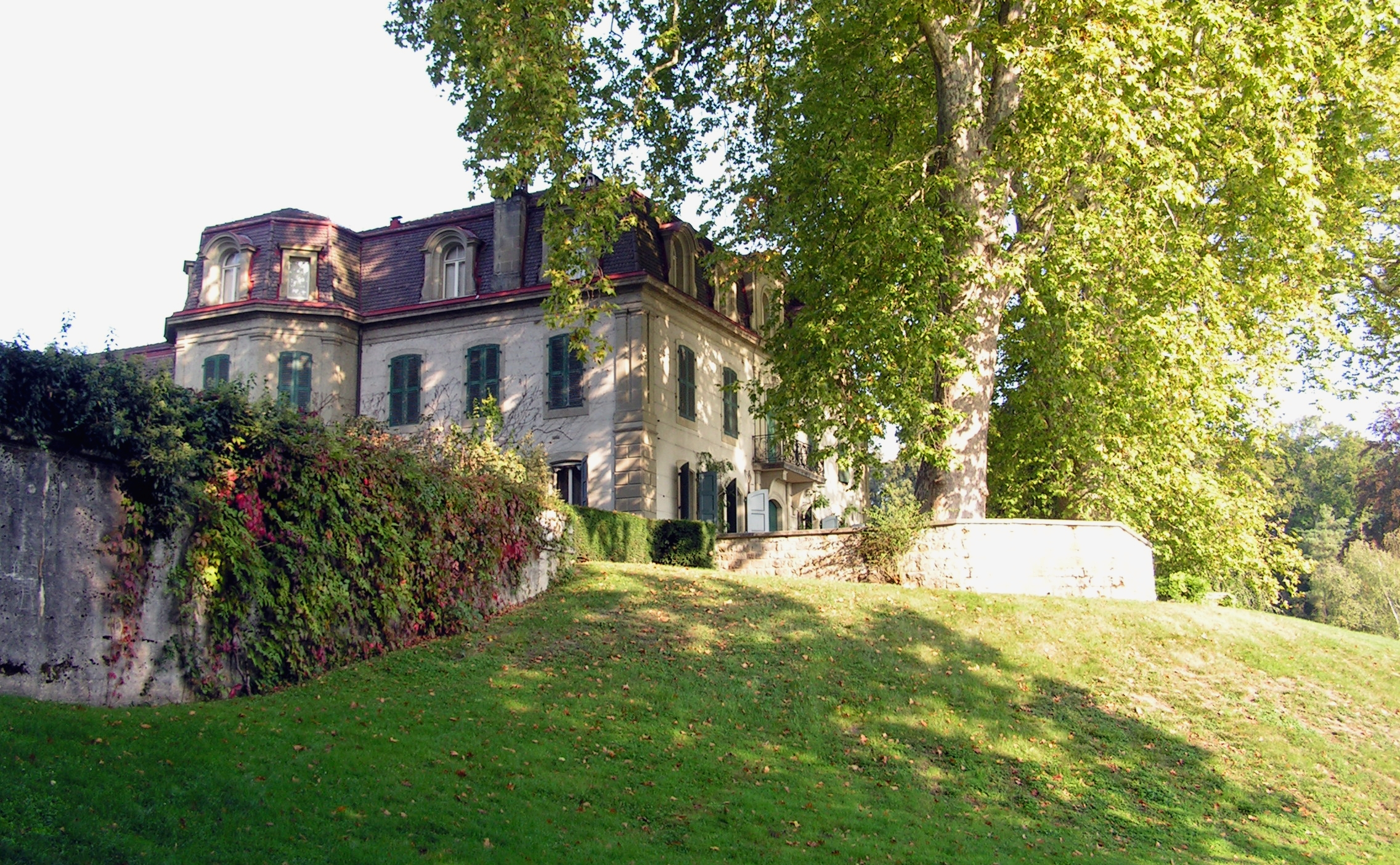
Face sud-ouest du château.
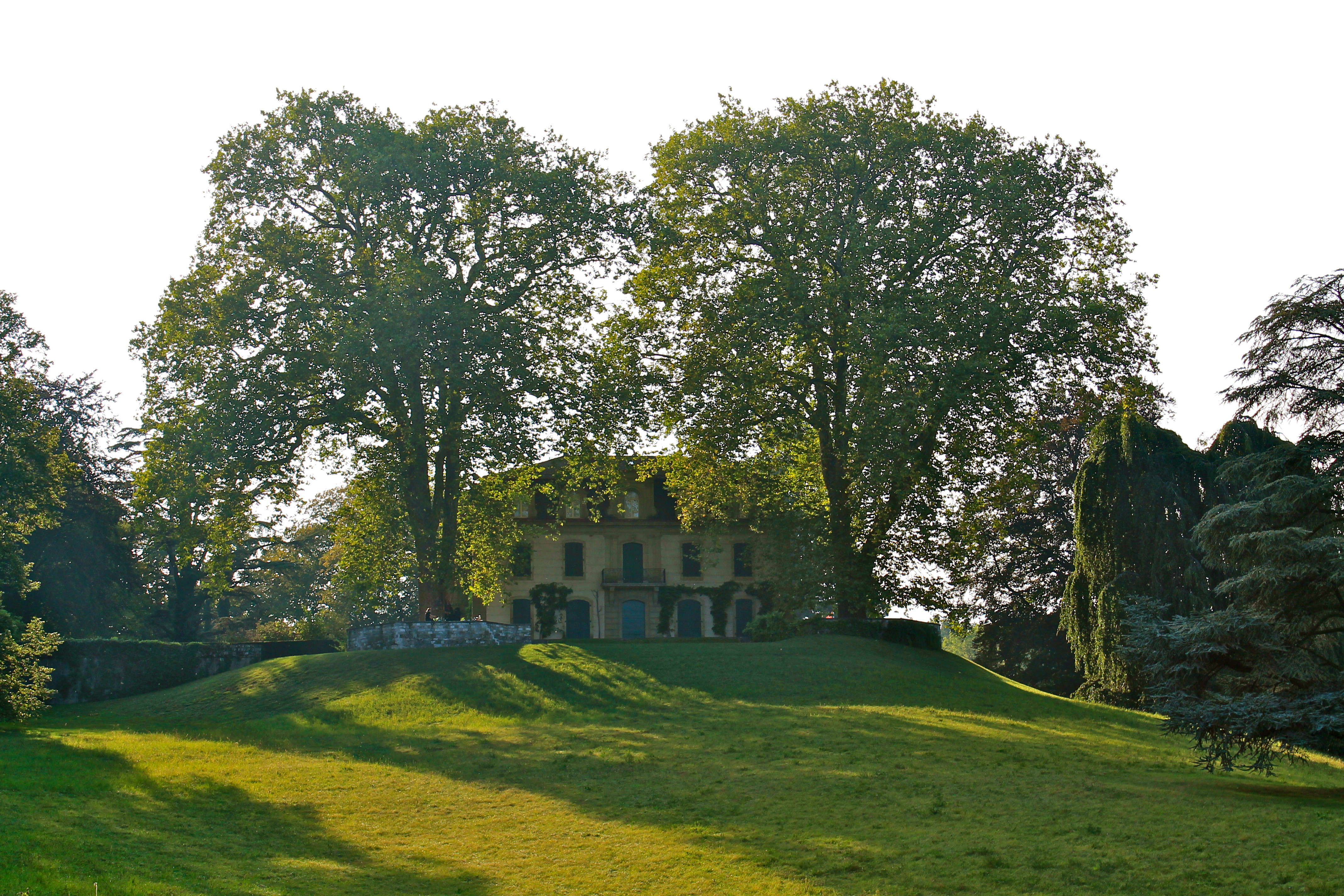
Face sud du château.
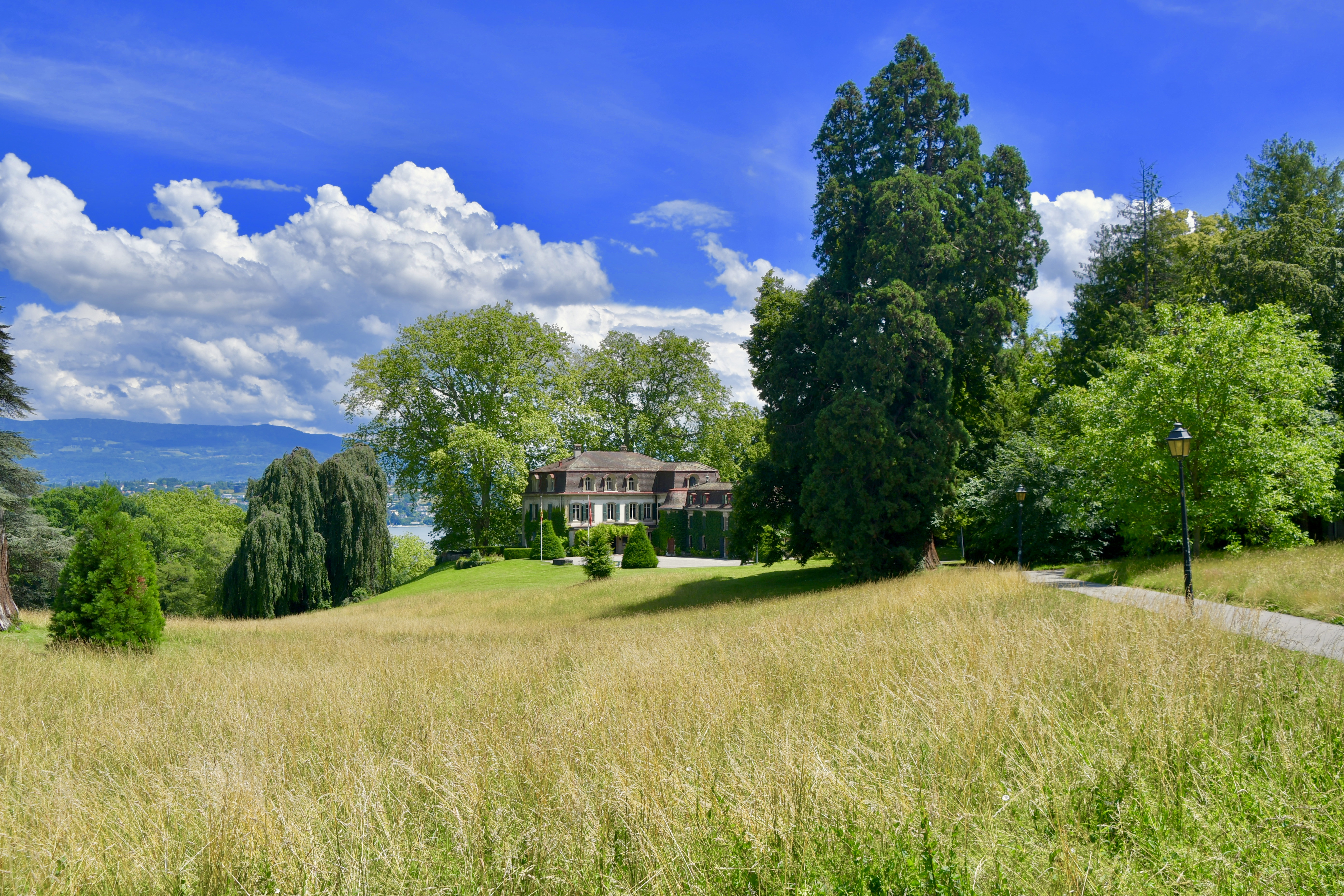
Le château au milieu de son domaine.
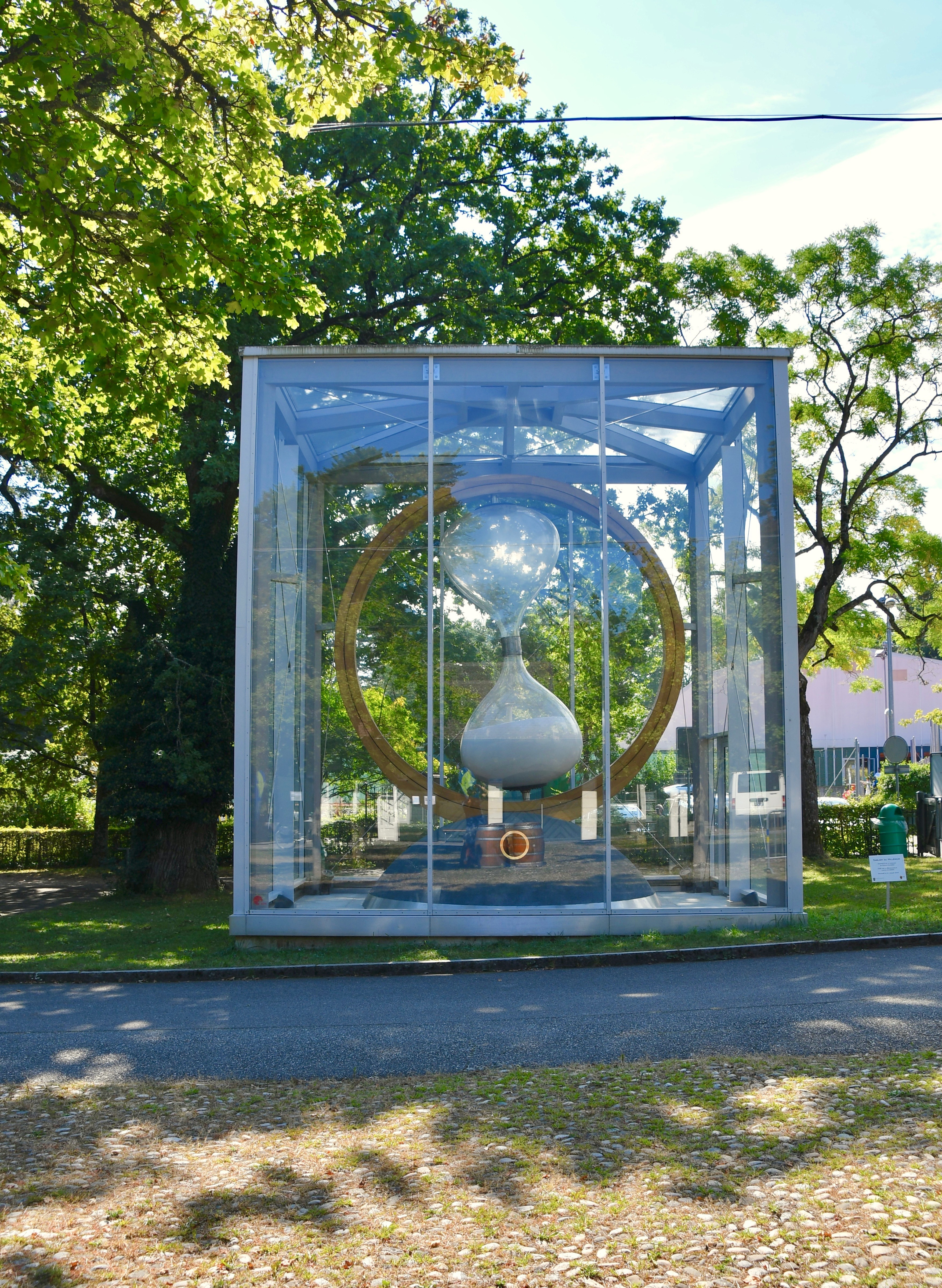
Millénium, le plus grand sablier d'Europe.
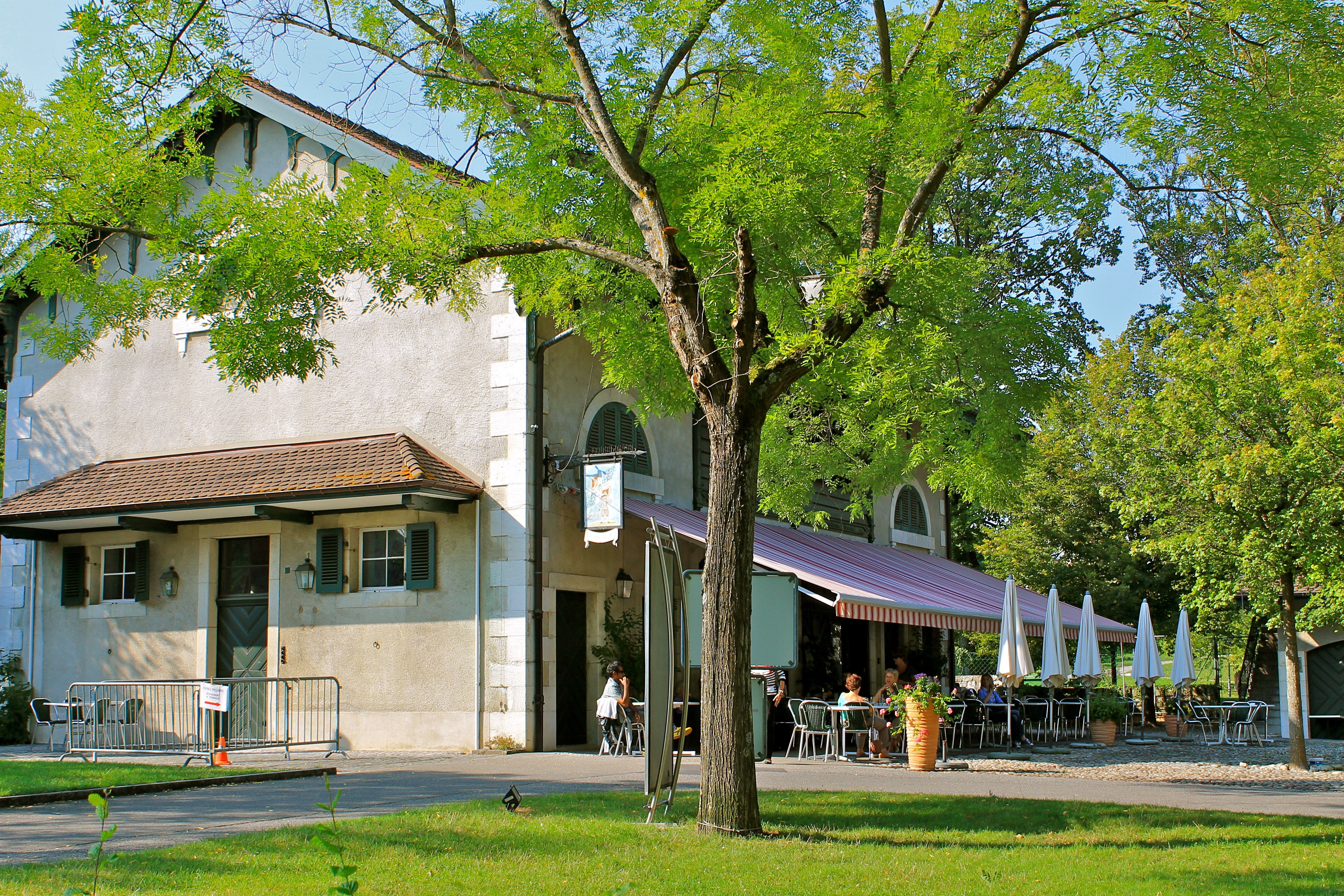
L'ancienne ferme du domaine.